# Albatros amsterdamský
Albatros amsterdamský (Diomedea amsterdamensis) je statný druh albatrosa, který je znám pouze z jediné hnízdní populace z ostrova Nový Amsterdam v jižní části Indického oceánu.

## Systematika
Albatros amsterdamský byl popsán teprve v roce 1983 na základě morfologické a biologické unikátnosti, které jej odlišují od albatrosa stěhovavého. Až do roku 1983 byl totiž albatros amsterdamský považován za konspecifický s albatrosem stěhovavým. Taxonomická revize z roku 1983 byla postupně akceptována klíčovými taxonomickými autoritami jako jsou IUCN, IOC nebo ACAP, které dosud považují albatrosa amsterdamského za samostatný druh. Clementsův cheklist nicméně s tímto albatrosem nakládá jako s poddruhem albatrosa stěhovavého, a označuje jej tedy jako Diomedea exulans amsterdamensis.
Vydělení albatrosa amsterdamského do samostatného druhu potvrzují i molekulární data.

## Výskyt

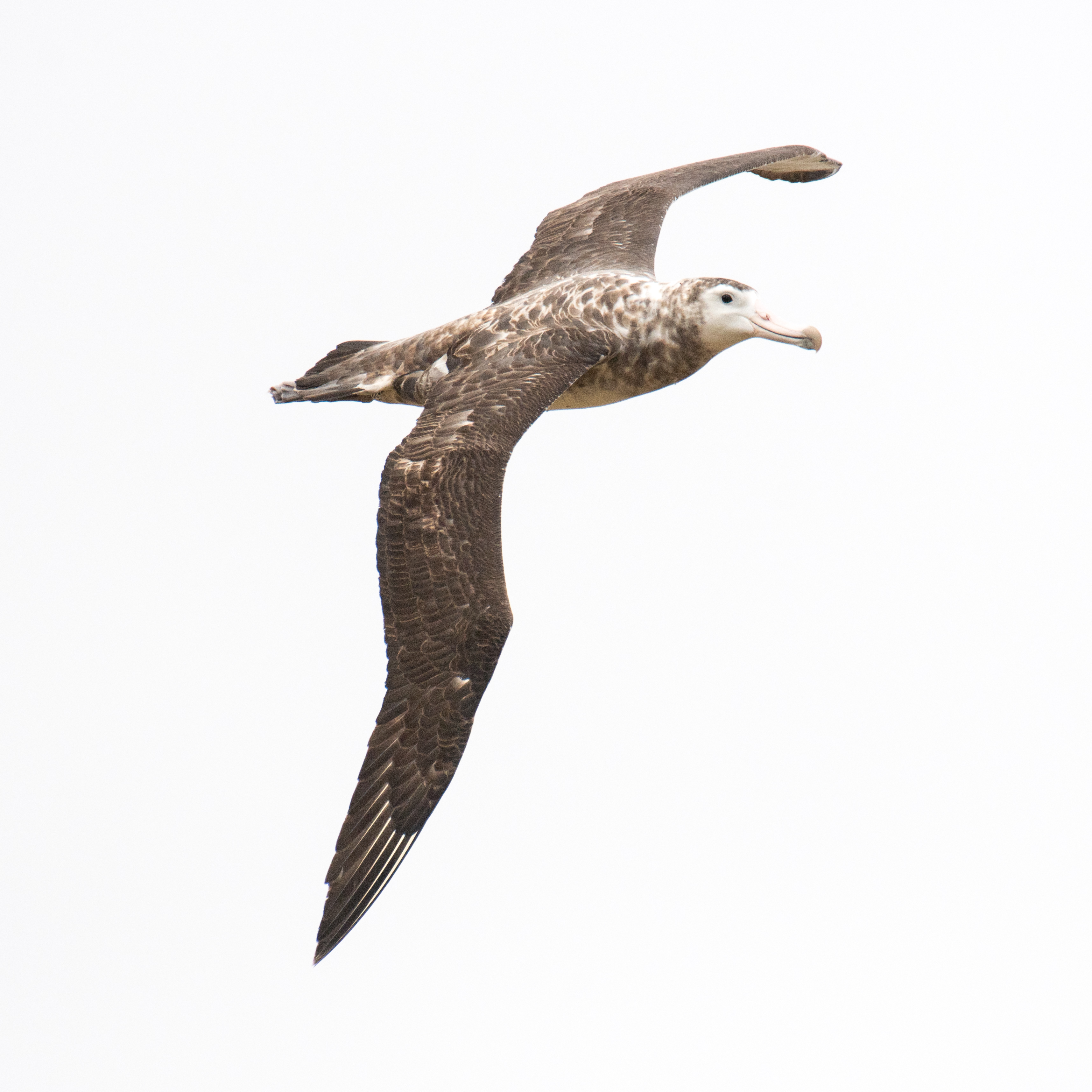
Dospělec v letu

Jak už druhový název napovídá, albatros amsterdamský je úzce spojen s ostrovem Nový Amsterdam, což je jediné místo, kde hnízdí. Hnízdiště se nachází na centrální plošině Plateau des Tourbières v 500–600 m n. m. Mimo období hnízdění se albatrosi rozlétají po jižních oblastech Indického oceánu. Zalétají až do subtropických vod vzdálených 2200 km od svého hnízdiště.
Celková populace druhu se odhaduje na pouhých 170 ptáků včetně 46 hnízdních párů.

## Popis
Jedná se o statný druh albatrosa dosahující výšky 115 cm a rozpětí křídel 300 cm. Dospělý jedinec váží 5–8 kg. Novorozeňata jsou tmavě hnědá s bílými tvářemi a bílou spodní stranou křídel. Dospělci mají svrchní stranu těla tmavě hnědou s různou měrou bílé na krku a hřbetu. Spodní strana těla je o něco světlejší s více či méně výrazným bílým krčním páskem. Zobák je světle růžový s tmavou linkou podél zkusné hrany, tmavý je i konec zobáku.

## Biologie
Živí se patrně rybami, hlavonožci a korýši.

### Rozmnožování
Samci se do své kolonie vrací někdy od konce ledna do poloviny února. Po 10 dnech dolétávají i samice. Od konce února a v průběhu března dochází ke kladení vajec. Samice snáší vždy jen jedno velké bílé vejce o rozměru 121×76 mm a váze 412 g. Inkubace trvá kolem 79 dnů. Inkubují oba partneři, průměrná délka inkubační směny je 7,5 dne; zatímco jeden z partnerů sedí na vejci, druhý shání na moři potravu. Novorozeně je zahříváno rodiči asi měsíc. Kolem věku 96 dní již dosahuje váhy rodičů a kolem věku 210 dní dokonce přesahuje s váhou 8,9 kg o cirka 40 % váhu svých rodičů. Poté dochází k redukci váhy. K výletu z hnízda dochází ve stáří kolem 260 dní. Následujících několik let nedospělý jedinec tráví veškerý čas na moři a ve věku kolem 4–7 let se začne vracet do kolonie. Stejně jako jiné druhy albatrosů, i albatros amsterdamský se vyznačuje vysokou věrností hnízdišti. Poprvé zahnizďují ve věku 9 let.

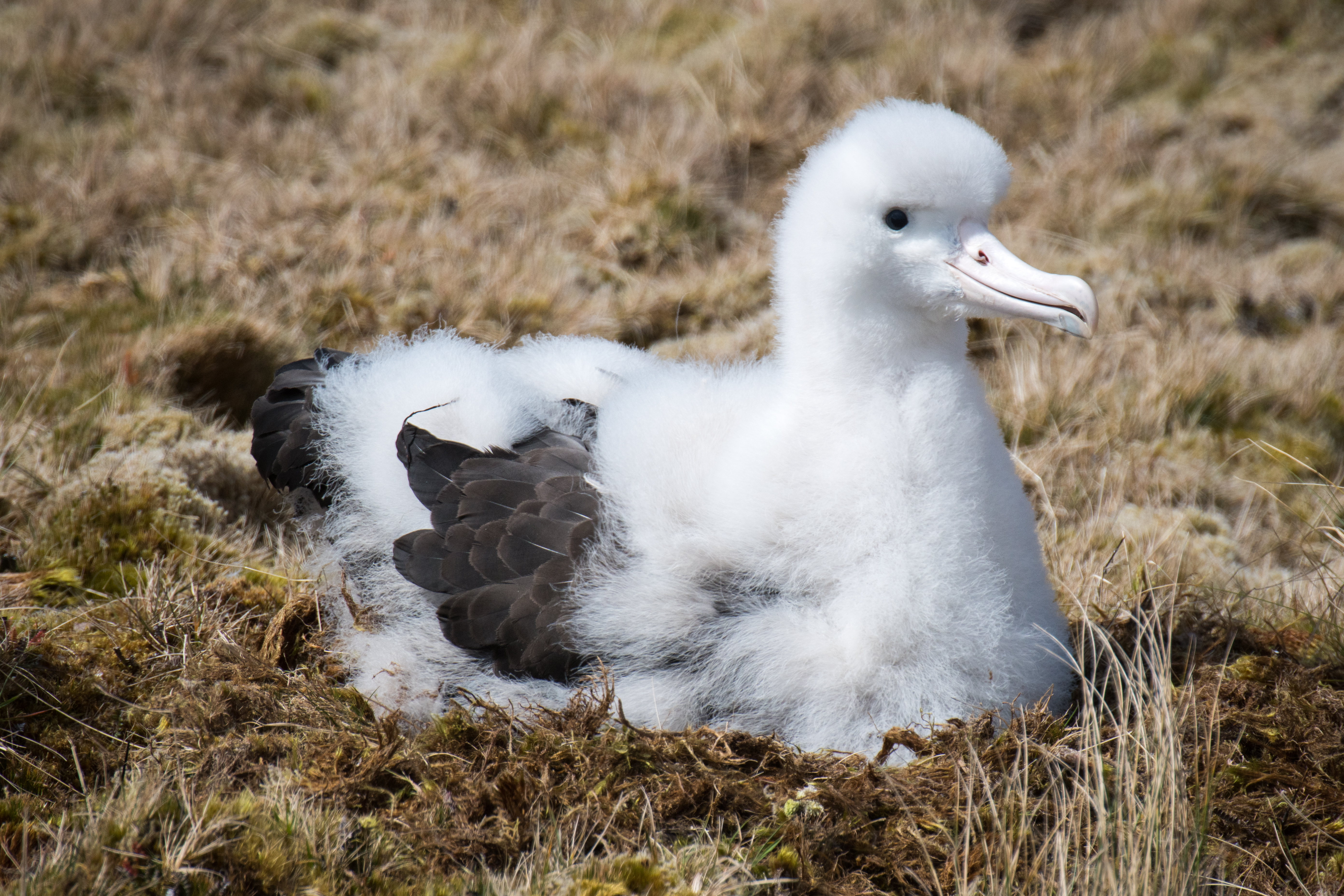
Nedospělý jedinec
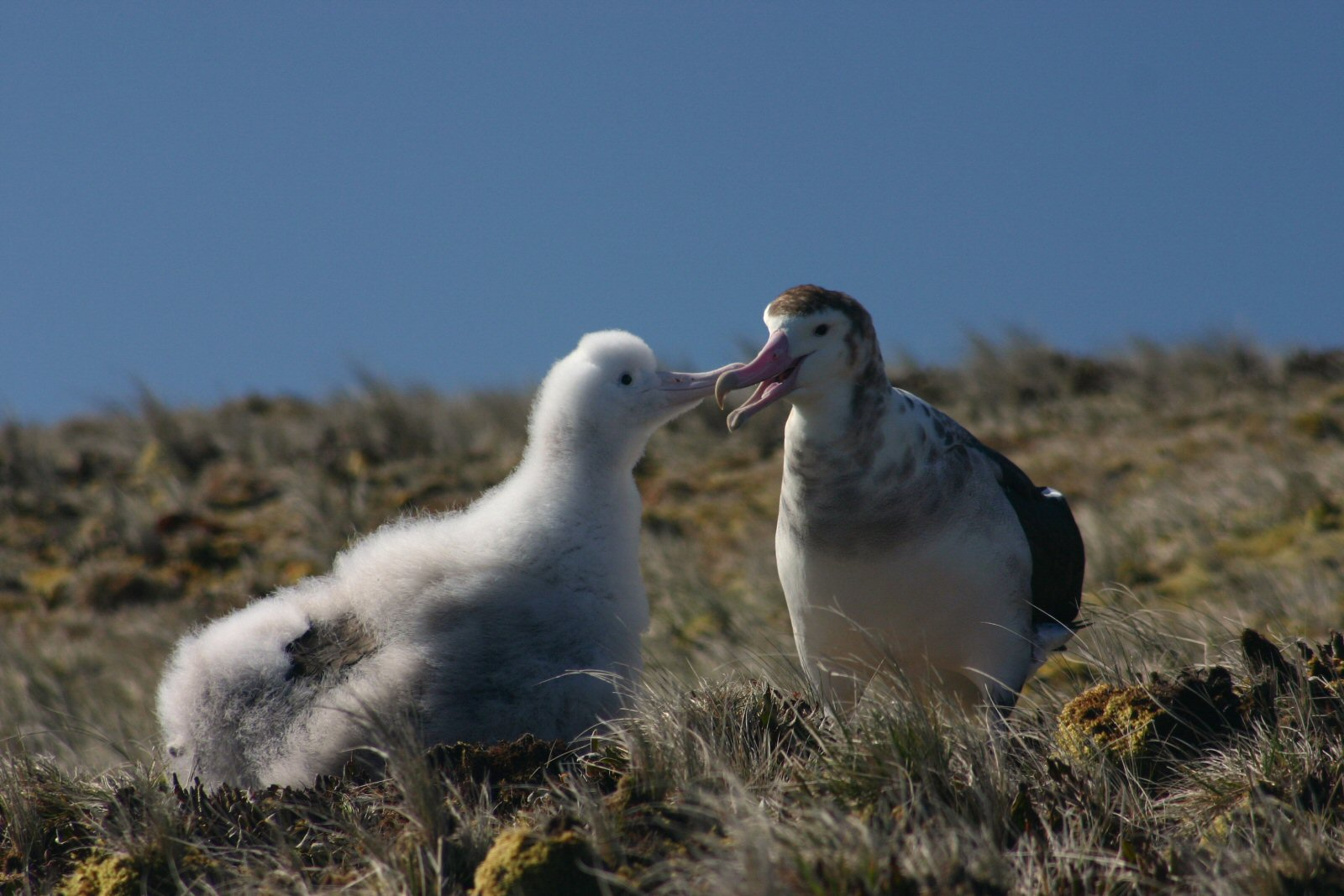
Mládě (vlevo) a dospělý albatros
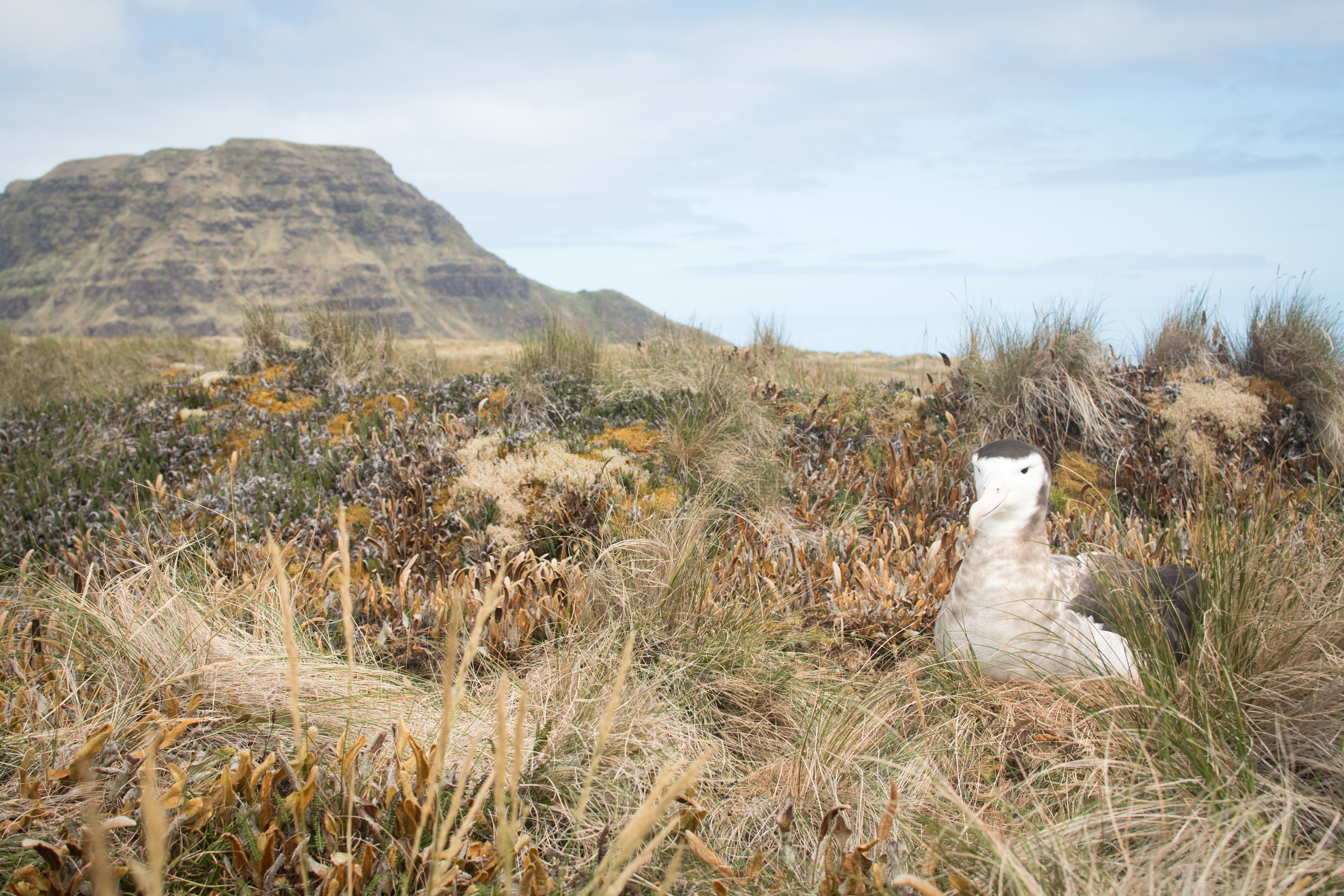
Albatros amsterdamský na ostrově Nový Amsterdam
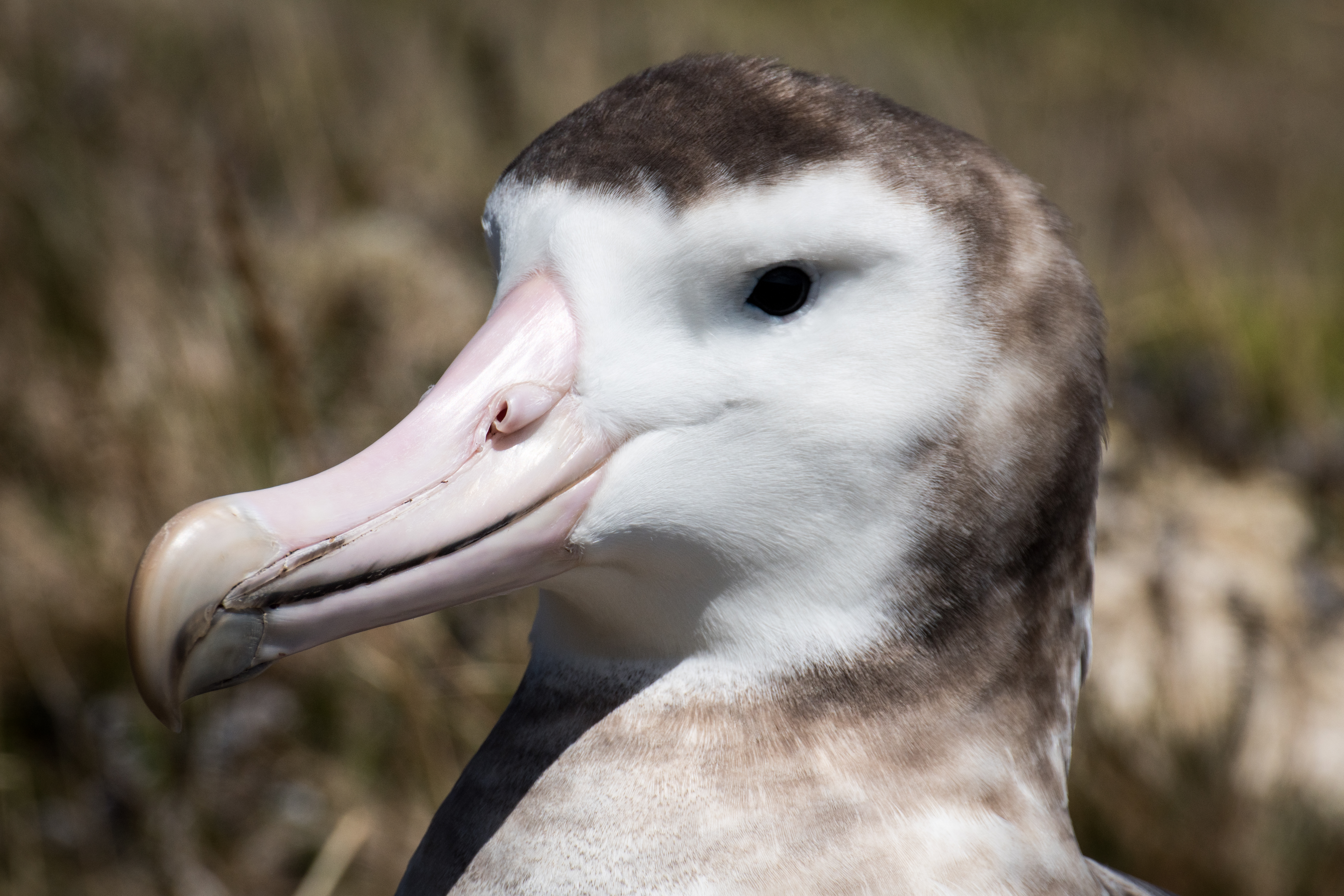
Detail hlavy dospělce

## Ohrožení
Mezinárodní svaz ochrany přírody hodnotí albatrosa amsterdamského jako ohrožený druh. Albatros amsterdamský má totiž extrémně malou populaci, která navíc hnízdí na jediné malé lokalitě. I když je populace patrně na mírném vzestupu, v 70. a 80. letech 20. století u ní došlo k dramatickému poklesu následkem interakcí s rybáři lovící na dlouhou lovnou šňůru. Současná populace se tak stále vzpamatovává z poklesu z minulého století. Hlavní novodobou hrozbu druhu představuje rozšíření nemoci, která by mohla populaci zcela vyhladit. Na ostrově Nový Amsterdam se nachází zdivočelé kočky, krysy i myši, u nichž sice dosud nebylo zaznamenáno, že by na albatrosech predovali, avšak do budoucna by k tomu mohlo dojít.